# Esterri de Cardós
Esterri de Cardós là một đô thị trong tỉnh Lleida, cộng đồng tự trị Cataluña Tây Ban Nha. Đô thị Esterri de Cardós có diện tích là 16,50 ki-lô-mét vuông, dân số năm 2009 là 75 người với mật độ 4,55 người/km². Đô thị Esterri de Cardós có cự ly km so với tỉnh lỵ Lleida.